# Geranomyia valverdensis
Geranomyia valverdensis là một loài ruồi trong họ Limoniidae. Chúng phân bố ở miền Tân bắc.